# Verschwende deine Jugend (Film)
Verschwende deine Jugend ist ein 2003 veröffentlichter deutscher Film, der in der Elektro-/New-Wave- bzw. späten Punk-Szene spielt. Darsteller sind u. a. Tom Schilling, Robert Stadlober und Jessica Schwarz.
Der Filmtitel ist einem 2001 erschienenen Dokumentarroman Jürgen Teipels entnommen, weist aber zu dessen „nachdenklicher Buchvorlage“ wenig Gemeinsamkeiten auf. Verschwende deine Jugend ist auch der Titel eines Liedes der in der Handlung auftauchenden Düsseldorfer Band Deutsch-Amerikanische Freundschaft (DAF).

## Handlung
Harry lebt zu Beginn der 1980er Jahre in München. Er ist vom Land in die Stadt gezogen, um dort eine Ausbildung als Bankkaufmann zu absolvieren. Nach der Arbeit versucht er sich als Manager der Band Apollo Schwabing, welche im tristen München zusammen mit vielen anderen Synthiepop-Bands ein Schattendasein führt. Um dem Abhilfe zu schaffen, organisiert Harry ein Konzert im Circus Krone, für welches er die angesagte NDW-Gruppe DAF gewinnen will. Apollo Schwabing und einige andere Bands aus der Umgebung sollen dort als Vorband spielen, um so auf sich aufmerksam zu machen. Er lässt bereits vorab Plakate drucken und überall in der Stadt aufhängen. Das Projekt gerät jedoch in Schwierigkeiten, da der geplante Headliner DAF auch kurz vor dem Termin noch überhaupt nicht zugesagt hat. Harry gelingt es durch einen kleinen Trick (er gibt sich als Reporter einer bekannten Zeitschrift aus), die Zusage von DAF zu erlangen. Endlich kann sein Traumkonzert starten. Doch aus Harrys Enthusiasmus wird bald Panik, denn obwohl alle Karten verkauft sind, stellt er fest, dass er die Gage von DAF überhaupt nicht bezahlen kann. Er verkauft alle seine Wertgegenstände, seine geliebten Platten, sein Auto, doch die Summe reicht nicht aus. Der Auftritt von DAF droht direkt vor ihrem Auftritt zu platzen. Harry sieht nur noch einen Ausweg: Er beraubt seine eigene Sparkassenfiliale. Leider scheint er vom Pech verfolgt zu sein, denn dort befinden sich nur geringe Mengen an Bargeld. Zurück im Zirkus Krone bietet er dem Manager von DAF das Geld als erste Zahlung an und will den Rest abbezahlen. Der Manager lehnt dieses jedoch energisch ab. Harry muss seine Schüchternheit gegenüber Publikum überwinden und tritt auf die Bühne und sagt den Auftritt von DAF ab. Vorher hat er noch bei der Polizei seinen Einbruch gemeldet und geht nun in Richtung Ausgang, um sich der Polizei zu stellen. Kurz vor dem Ausgang hört er, dass DAF doch anfangen zu spielen. Sein Traum ist trotz aller Schwierigkeiten doch noch wahr geworden. Er stellt sich der Polizei und wird zu einer Freiheitsstrafe von einem Jahr auf Bewährung verurteilt.

## Soundtrack
Bis zur Verfilmung war bereits eine Soundtrack-Doppel-CD zum Buch erhältlich. Zusätzlich erschien ein Soundtrack zum Film.
1. DAF – Als wär’s das letzte Mal
2. Manicured Noise – Metronome
3. Apollo Schwabing – Popmaschinen
4. The Human League – Being Boiled
5. Ülük Froschmaske – Maquinas Caminam!
6. Lee Buddah – Bayerischer Hof (Score)
7. XTC – Making Plans for Nigel
8. Apollo Schwabing – Asteroidenalarm
9. DAF – Der Mussolini
10. The Cure – Fire in Cairo
11. Clockwork Electric – Sure Fire
12. Apollo Schwabing – Plastik isoliert
13. Palais Schaumburg – Wir bauen eine neue Stadt
14. Male – Risikofaktor 1:x
15. The Cure – A Forest
16. Apollo Schwabing – Ach, ja!?
17. Lee Buddah – Banküberfall (Score)
18. Die elektronischen Zwerge – Schneewittchen
19. Apollo Schwabing – Der Löwe
20. Mohanett – Conspiracy Theory
21. DAF – Verschwende deine Jugend
22. Die Sterne – Sorglos

## Kritiken
epd Film befindet: „Dank der sichtlich begeisterten Schauspieler und einer detailgenauen Ausstattung gelingt es ihm, ein Lebensgefühl auf den Punkt zu bringen. […] Ein stimmiges Kapitel bundesrepublikanischer Mentalitätsgeschichte.“
Das Lexikon des internationalen Films urteilt: „Flott inszenierter und gespielter Jugendfilm um Selbstfindung, erste Liebe und identitätsstiftende Musik. Als Auseinandersetzung mit Musik-, Geschäfts- und Lebensformen der 1980er-Jahre indes enttäuschend, weil er die damalige Musik und Zeit kaum rekapituliert und analysiert, sondern nur als trendiges Zeitkolorit für einen gegenwartstauglichen Look benützt.“
Jürgen Teipel, der Autor des gleichnamigen Buches, nahm öffentlich Abstand vom Spielfilm und bezeichnete ihn als „politisch völlig unreflektiert“ und „nicht mehr als eine nette Geschichte“.